# Hôtel des Monnaies (Chinon)
L'hôtel des Monnaies est un hôtel particulier situé à Chinon. 

## Historique
Le monument fait l’objet d’une inscription au titre des monuments historiques depuis le 28 décembre 1967.